# Platba bez přítomnosti karty
Platba bez přítomnosti karty (CNP platba, MO/TO nebo zabezpečená internetová platba) je finanční transakce uskutečněná platební kartou, kdy držitel karty nepředloží nebo nemůže fyzicky předložit kartu obchodníkovi k vizuální kontrole v okamžiku zadání objednávky a platba kartou je provedena. CNP je anglická zkratka transakce typu card-not-present, MO/TO je zkratka slov zásilková objednávka / telefonická objednávka (mail order / telephone order). CNP plateb se nejčastěji používá přes internet, ale lze je použít také pro zásilky objednané poštou nebo po telefonu.
Platby bez přítomnosti karty jsou hlavní cestou podvodů s kreditními kartami, protože pro obchodníka je obtížné ověřit, že je to pravý držitel karty, kdo autorizuje nákup. Pokud je nahlášena podvodná transakce CNP, musí přijímající banka na obchodní účet, který obdržel peníze z podvodné transakce, vrátit držiteli karty náhradu, což se označuje termínem chargeback (zpětné zúčtování). Jde o opačný přístup než u transakce s přítomnou kartou, kdy je za případné odškodnění odpovědný vydavatel karty.
Obchodníkům, kteří běžně zpracovávají transakce bez přítomnosti karty, někteří vydavatelé karet kvůli většímu riziku účtují vyšší transakční poplatek.
Systém bezpečnostního kódu karty (obvykle CVV2) byl nastaven proto, aby se snížil výskyt podvodů s kreditními kartami vyplývající z CNP plateb.